# L'home que mirava passar els trens
L'home que mirava passar els trens (títol original en francès: L'Homme qui regardait passer les trains) és una novel·la publicada el 1938 per l'escriptor belga Georges Simenon.

## Argument
Kees Popinga és un apoderat en una empresa naviliera a Groningen (Països Baixos). Casat i amb dos fills, a poc a poc es va enfonsant en la monotonia i la desgana. Una nit, el seu cap, Julius de Coster, li diu que l'empresa caurà en fallida fraudulenta l'endemà mateix i que la policia el buscarà a ell, mentre que de Coster simularà el seu suïcidi i s'escaparà. En veure's arruïnat, Kees Popinga decideix abandonar casa seva i la seva família i marxar amb tren fins a Amsterdam, amb la intenció de tenir una cita amb Pamela, una atractiva ballarina de cabaret amant de Coster. Pamela, lluny de seguir-li el joc, el rep amb un riure burleta, que fereix l'orgull de Popinga fins al punt que aquest la mata, escanyant-la, mentre intentava fer-la callar.
Popinga es veu obligat a fugir de pressa d'Holanda i agafa el primer tren, amb destinació a París. Allà comença una nova vida, oposada a la vida burgesa que havia mantingut els últims setze anys. Sense deures ni obligacions (familiars, laborals, morals...), sense cap més objectiu que fer tot el que havia desitjat fer durant tants anys, viu en plena llibertat el Nadal i el cap d'any al París fred d'entreguerres, sol en la multitud. En aquest camí de no retorn, coneix diversos personatges, com prostitutes, proxenetes i delinqüents. L'únic que l'inquieta una mica és la seva reputació, que queda tacada per l'homicidi de Pamela: diaris d'arreu d'Europa se'n fan ressò, i Popinga és descrit com un ésser boig i maníac, la qual cosa el turmenta i comença a enviar cartes a alguns d'aquests diaris per fer confondre la policia i demostrar, d'alguna manera, que és ell qui controla la situació, que és ell el més intel·ligent. De bar en bar, d'hotel en hotel, passejant per carrers i llocs emblemàtics de París, els seus pensaments comencen a revelar la personalitat d'un home a la deriva existencial.
Després que un carterista el deixi sense ni un franc, es veu definitivament perdut, sense recursos ni perspectives. Sense roba, nu, intenta suïcidar-se, posant el cap sobre el raïl de la via ferroviària, però finalment és agafat per la policia i enviat a un centre psiquiàtric.

## Adaptació cinematogràfica
El 1953, el director britànic Harold French va fer-ne una adaptació cinematogràfica amb el títol: The Man Who Watched Trains Go By.